# Achtkarspelen
Achtkarspelen (anhörenⓘ) ist eine Gemeinde der Provinz Friesland (Niederlande). Sie hat 28.197 Einwohner (Stand: 1. Januar 2025).
Der Verwaltungssitz ist Buitenpost (Lage). Die anderen Orte in der Gemeinde sind: Augustinusga (Lage), Boelenslaan (Lage), Drogeham (Lage), Gerkesklooster-Stroobos (Lage), Harkema, Kootstertille (Lage), Surhuisterveen (Lage), Surhuizum (Lage), Twijzel und Twijzelerheide (Lage). 
- Karte mit allen Koordinaten:
- OSM |
- WikiMap

## Politik

### Sitzverteilung im Gemeinderat
Seit 1982 setzt sich der Gemeinderat von Achtkarspelen wie folgt zusammen:
| Partei                         | Sitze | Sitze | Sitze | Sitze | Sitze | Sitze | Sitze | Sitze | Sitze | Sitze | Sitze |
| Partei                         | 1982  | 1986  | 1990  | 1994  | 1998  | 2002  | 2006  | 2010  | 2014  | 2018  | 2022  |
| ------------------------------ | ----- | ----- | ----- | ----- | ----- | ----- | ----- | ----- | ----- | ----- | ----- |
| CDA                            | 9     | 8     | 9     | 6     | 8     | 7     | 6     | 6     | 5     | 6     | 6     |
| FNP                            | 1     | 2     | 3     | 4     | 3     | 5     | 4     | 5     | 6     | 4     | 4     |
| ChristenUnie                   | –     | –     | –     | –     | –     | 3     | 2     | 3     | 3     | 3     | 3     |
| SGP                            | 1     | 1     | 1     | 2     | 2     | 3     | –     | –     | –     | –     | –     |
| RPF                            | 1     | 1     | 1     | 2     | 2     | –     | –     | –     | –     | –     | –     |
| Gemeentebelangen Achtkarspelen | –     | –     | –     | 2     | 2     | 2     | 2     | 3     | 3     | 3     | 3     |
| PvdA                           | 7     | 8     | 6     | 5     | 4     | 3     | 6     | 3     | 3     | 2     | 2     |
| PVV                            | –     | –     | –     | –     | –     | –     | –     | –     | –     | 1     | 1     |
| FvD                            | –     | –     | –     | –     | –     | –     | –     | –     | –     | –     | 1     |
| GroenLinks                     | –     | –     | –     | –     | –     | –     | –     | –     | –     | 1     | 1     |
| VVD                            | 2     | 1     | 1     | 1     | 1     | 1     | 1     | 1     | 1     | 1     | 0     |
| GPV                            | 1     | 1     | 1     | 1     | 1     | –     | –     | –     | –     | –     | –     |
| PPR                            | 0     | –     | –     | –     | –     | –     | –     | –     | –     | –     | –     |
| PSP                            | 0     | –     | –     | –     | –     | –     | –     | –     | –     | –     | –     |
| EVP                            | 0     | –     | –     | –     | –     | –     | –     | –     | –     | –     | –     |
| Gesamt                         | 21    | 21    | 21    | 21    | 21    | 21    | 21    | 21    | 21    | 21    | 21    |

### Bürgermeister
Seit dem 30. Januar 2025 ist Jouke Douwe de Vries (parteilos) amtierender Bürgermeister der Gemeinde. Zu seinem Kollegium zählen die Beigeordneten Harjan Bruining (CDA), Tjibbe Brinkman (FNP), Jelle Boerema (VVD), Lea van der Tuin-Kuipers (CDA) sowie der Gemeindesekretär Marcel de Jong.

## Persönlichkeiten
- David Porcelijn (* 1947), Dirigent, Musikpädagoge und Komponist
- Joop Atsma (* 1956 in Surhuisterveen), Politiker, Sportfunktionär und Mitglied der Ersten Kammer der Generalstaaten
- Mariska Kramer-Postma (* 1974 in Twijzelerheide), Langstreckenläuferin, Duathletin, Triathletin und zweifache Ironman-Siegerin
- Ronnie Pander (* 1977 in Harkema), Fußballspieler
- Oedo Kuipers (* 1989 in Gerkesklooster-Stroobos), Sänger und Musicaldarsteller

## Weblinks

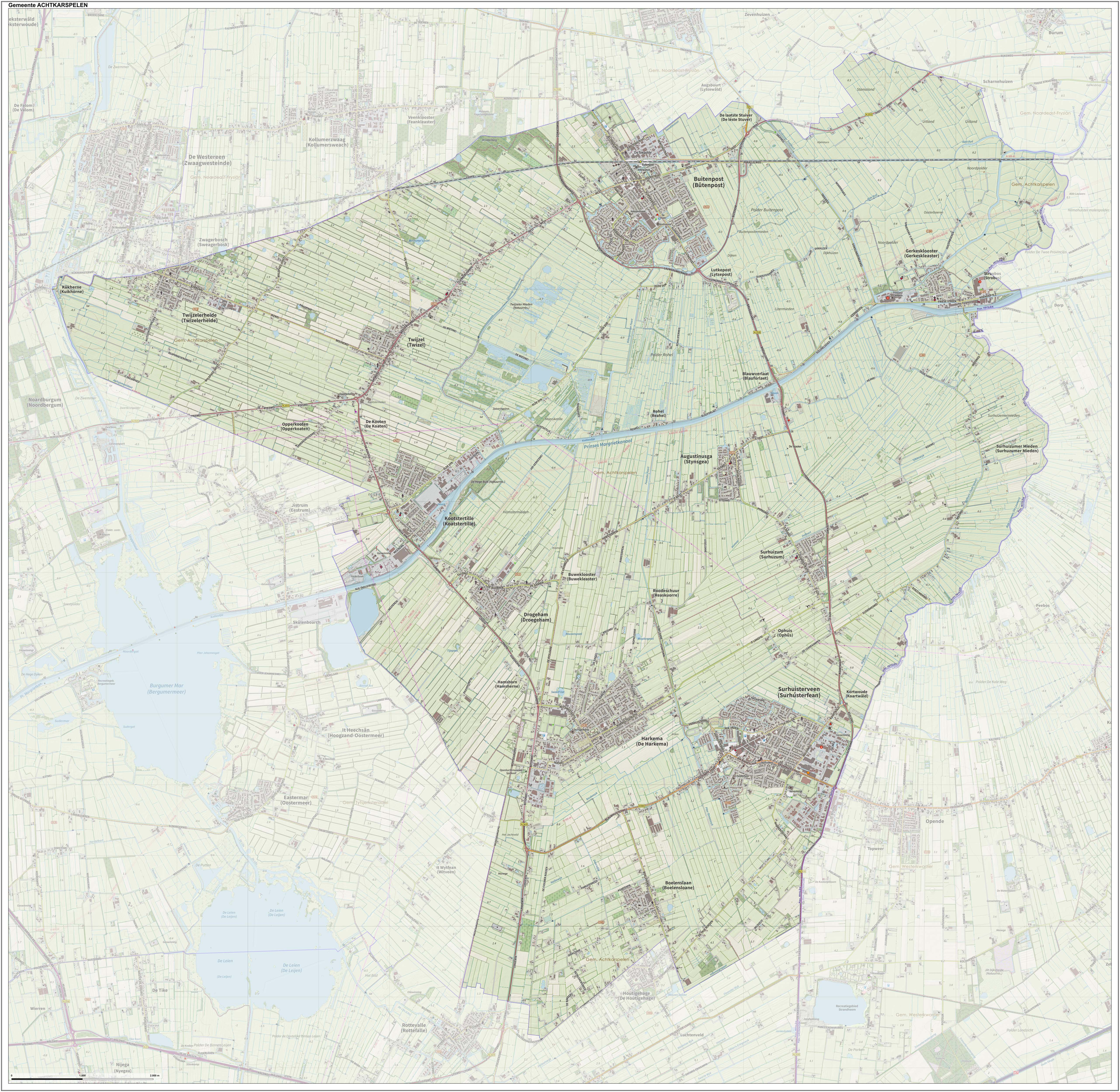
Topografische Karte